# Страуме

Бывшие корпуса завода «Страуме»

«Стра́уме» («Straume») — советское предприятие (производственное объединение) по выпуску электробытовой техники и игрушек, в том числе автоматических и роботизированных, на территории Латвийской ССР, в Риге. Располагалось по адресу: улица Эрнста Тельмана (ныне Карла Улманя гатве), 2.

## Создание
Рижский завод «Страуме» был основан в 1965 году в результате объединения фабрики по производству детских игрушек и завода «Квеле», который специализировался на производстве мелких металлоизделий для быта. Первоначально предприятие размещалось на различных территориях; позднее для него был специально построен головной блок.
Строительство нового завода было предусмотрено народнохозяйственным планом Латвийской ССР на IX пятилетку. Площадь корпуса составляла 12 тыс. кв.м. Проект выполнил ленинградский Проектный институт №1. Рабочая документация была выдана в 1972 году, а новые производственные корпуса были сданы в эксплуатацию в 1974 году. Для отопления цехов в них впервые была применена воздушная система обогрева с рекуперацией.
С 1978 года предприятие полностью перебазировалось в новые здания.
В 1983 году на «Страуме» было произведено около 100 тысяч единиц продукции, из которых особую известность приобрели миксеры, кофемолки, мясорубки, утюги (из электробытовых приборов). Также предприятие специализировалось на производстве игрушек, в том числе радиоуправляемых и роботов. Общий объём продукции за этот год составил 29,7 млн рублей (показатель в два раза больший, чем в 1970 году). К этому времени свыше половины продукции получило высокую государственную оценку, были отмечены Союзным знаком качества. На экспорт отправлялось около 12 % продукции предприятия, в основном в государства социалистического блока.
В 1984 году была введена в строй база отдыха, ещё раньше руководством рижского предприятия было инициировано жилищное строительство. Много внимания развитию предприятия, совершенствованию производства и улучшению технического обеспечения уделил Миервалдис Церс, заслуженный работник промышленности, директор «Страуме» с 1968 года.
В 1986 году на свет появилось собственно производственное объединение «Страуме» с головным предприятием — заводом «Страуме». Оно также имело свой филиал в Гулбене. На объединённом промышленном предприятии в 1987 году было произведено более 95000 изделий разных видов (общий объём производства в розничных ценах достиг 48 млн рублей).
С 1988 по 1990 год между VEB Elektrowärme Sörnewitz в ГДР и Страуме проводился обмен детскими лагерями отдыха. Объект находился в 16 км от Дрездена.  Многие девочки и мальчики смогли провести счастливые и расслабляющие летние каникулы в Морицбурге – Бад-Зонненланде.

## Продукция

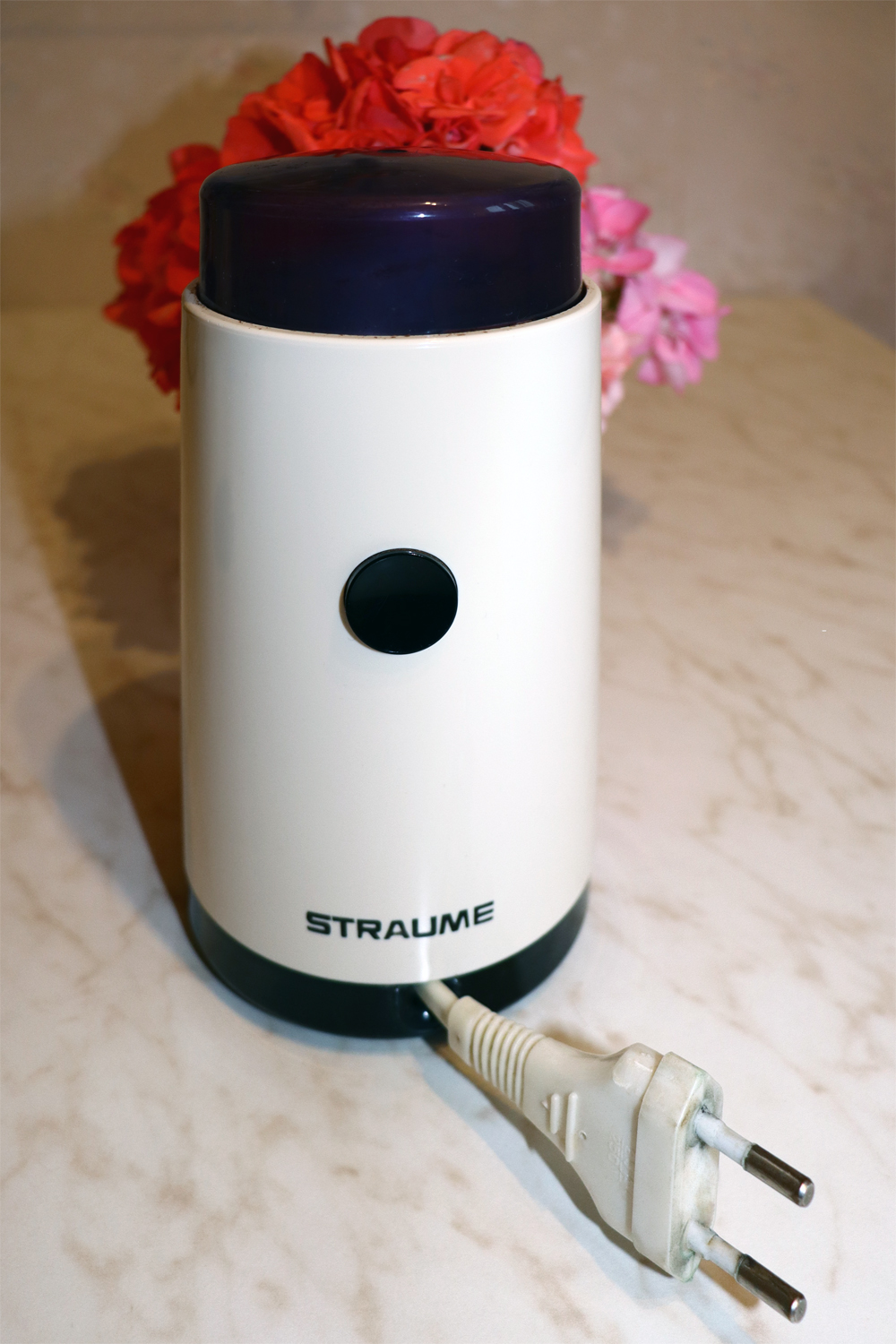
Кофемолка Straume

В 1960-е годы Латвия начала выпускать первые механические игрушки — повара и доктора, а также заводных птичек и животных. В 1970-е годы «Страуме» выпускал персонажей популярных мультфильмов: крокодила Гену, Чебурашку, Буратино, Карлсона, а также сложные механические игрушки, работавшие на батарейках и на радиоуправлении.
С 1967 года завод производил первые в СССР настольные компактные посудомоечные машины. В такую машину помещалось 12 тарелок, 4 стакана, 4 комплекта ножей, вилок и ложек. Завод освоил и напольную модель посудомойки.
В 1970-е годы завод освоил выпуск миксеров (ручных  и с чашей), кофемолок, кухонных комбайнов.
В конце 1980-х годов завод начал выпускать микроволновки, но на поток это производство так и не вышло: было выпущено около 200 штук таких печей.